# Lex Aquilia
La Lex Aquilia, come definisce Ulpiano, è un plebiscito fatto votare da un tribuno della plebe di nome Aquilio nel 286 a.C., e provocò il superamento di tutte le leggi precedenti comprese la legge delle XII Tavole. La Lex Aquilia  è la prima legge scritta in materia del risarcimento del danno di proprietà del dominus.

## Età della legge
L'anno a cui si fa risalire l'emanazione della Lex Aquilia ha fatto sorgere dei problemi da parte della giurisprudenza. Per individuare l'anno preciso bisogna innanzitutto vedere in che anni è vissuto il tribuno della plebe Aquilio. Di Aquilio c'era Aquilio Gallo del 182 a.C., un tribuno della plebe di nome Giulio Aquilio nel 200 a.C., e Aquilio nel 286 a.C. Ma non basta questo per individuare l'età della legge, guardando al tenore letterale della legge, vediamo che nel primo capitolo si fa riferimento al proprietario come Erus e al terzo capitolo si fa riferimento al dominus come proprietario.
Ma anche questo risulta insufficiente, resta da guardare la storia romana, visto che la Lex Aquilia non è altro che il risultato del conflitto tra patrizi e plebei, vediamo che intorno al 286 a.C. sono scoppiati 2 conflitti, il primo prima di questa data (intorno al 290 a.C.) era il Conflitto degli Ordini e poi dopo la emanazione della Lex Aquilia, quindi si può fissare la data della Lex Aquilia al 286 a.C.

## La legge
La Lex Aquilia è suddivisa in tre capitoli:
- I capitolo (ex capite primo): riguarda il damnum sulla distruzione di res di importanza economica (schiavi, pecudes);
- II capitolo (ex capite secundo): riguardava l'inadempimento da parte dell'adstipulator;
- III capitolo (ex capite terzo): riguardava il damnum derivante dalla conseguenza di determinate azioni (urere, occidere, frangere, rumpere).

### I Capo
Il primo capitolo fa riferimento al damnum derivante dalla perdita totale ed irreversibile delle res materiali come gli schiavi e i pecudes. Infatti, gli schiavi sono uguali agli animali che possono essere raggruppati in gregge (Gregatim habetur) o in pascolo (sono esclusi gli animali feroci e i cani). La pena viene fissata nel risarcimento del danno fissato nel massimo valore che aveva la res nell'ultimo anno.

### II Capo
Il secondo capitolo fa riferimento alla figura dell'adstipulator, cioè quell'intermediario di nomina ufficiale, abilitato a richiedere la summa aestimatio al "nexus" (debitore). Questo capitolo disciplina il caso in cui l'adstipulator venga meno agli obblighi assunti dall'assunzione dell'incarico, come, ad esempio, il caso in cui l'adstipulator vada a riscuotere la summa, ma la perde o scappa con la summa riscossa.
Intanto viene provocato un damnum, cioè una lesione arrecata al patrimonio dello stipulator, derivante dalla mancata riscossione della summa da parte dell'adstipulator.
La pena che spetterà all'adstipulator vi sarà nel caso in cui vi è:
- somma di denaro: dovrà rispondere al creditore della somma di denaro persa, derivante dall'inadempimento;
- un res mobile (schiavi, pecudes): dovrà risarcire al creditore il valore attuale della res.

In questo capitolo si sanziona anche il "fraus", cioè la violazione del dovere di lealtà che l'adstipulator ha assunto come contenuto del proprio impegno. Il secondo capitolo è l'unico che non è stato attuato, perché la giurisprudenza ha visto che era più tutelato con la disciplina dell'actio mandati.

### III Capo
Il terzo capitolo fa riferimento al damnum derivante dalle conseguenze di azioni qualificate previste come conseguenza di un comportamento. Si fa riferimento inoltre alle res immateriali come le opere dell'ingegno e le opere letterarie, che sono state distrutte ma possono essere duplicate attraverso le copie.
Le azioni previste sono:
- occidere;
- urere;
- rumpere;
- frangere.

Il risarcimento sarà fissato nel massimo valore della cosa negli ultimi 30 giorni.

## Aestimatio damni
L'aestimatio damni non è altro che stimare il danno subito dalla res, vi è una disciplina tra i vari capitoli:
- ex capite primo: la stima del danno viene effettuata in base alla distruzione totale della res (schiavi e pecudes), quindi il damnum è sull'intero valore della cosa; il damnum è valutato secondo il quanti id fruit.
- ex capite tertio : diminuzione del valore economico della res. Il damnum è valutato secondo il quanti ea res erit.

Però la stima del danno non viene fatta solo in base alla perdita economica del valore, ma in base al danno che ne risulta per il padrone della perdita. La stima viene fatta secondo il prezzo comune e viene fatta al massimo valore della res nell'ultimo anno o negli ultimi 30 giorni